# فرودگاه بین‌المللی پورت-جنتیل
 فرودگاه بین‌المللی پورت-جنتیل (به انگلیسی: Port-Gentil International Airport) یک فرودگاه همگانی با کد یاتا POG است که یک باند فرود آسفالت دارد و طول باند آن ۱۸۷۰ متر است. این فرودگاه در کشور گابن قرار دارد و در ارتفاع ۴ متری از سطح دریا واقع شده است.